# Jaroslav Vítek
Jaroslav Vítek (* 14. Januar 1915 in Mořice, Okres Prostějov; † 15. Mai 1966 in Brünn) war ein tschechoslowakischer Kugelstoßer und Diskuswerfer.
1938 wurde er bei den Leichtathletik-Europameisterschaften in Paris Sechster im Kugelstoßen und kam im Diskuswurf auf den 14. Platz.